# عائلة السوماتوستاتين
عائلة السوماتوستاتين هي عائلة من البروتينات والسوماتوستاتين كعضو إسمي، وهو هرمون مثبط لإفراز هرمون السوماتوتروبين النخامي (هرمون النمو)، ويثبط أيضًا إفراز هرمونات الجلوكاجون والأنسولين من بنكرياس الحيوانات الصائمة. وهرمون الكورتستاتين عبارة عن ببتيد عصبي قشري ذي خصائص عصبية مسكنة ومثيرة للنوم.

## البروتينات البشرية من هذه العائلة
CORT؛ SST؛